# Крішень (Сату-Маре)
Крішень, Крішені (рум. Crișeni) — село у повіті Сату-Маре в Румунії. Входить до складу комуни Крайдоролц.
Село розташоване на відстані 442 км на північний захід від Бухареста, 22 км на південний захід від Сату-Маре, 118 км на північний захід від Клуж-Напоки.

## Населення
За даними перепису населення 2002 року у селі проживали 220 осіб.
Національний склад населення села:
| Національність | Кількість осіб | Відсоток |
| -------------- | -------------- | -------- |
| румуни         | 215            | 97,7%    |
| українці       | 5              | 2,3%     |

Рідною мовою назвали:
| Мова       | Кількість осіб | Відсоток |
| ---------- | -------------- | -------- |
| румунська  | 215            | 97,7%    |
| українська | 5              | 2,3%     |